# Wilde Gutach
Die Wilde Gutach ist ein linker Nebenfluss der Elz im Mittleren Schwarzwald. Sie durchfließt das Simonswälder Tal und mündet in Gutach im Breisgau (Baden-Württemberg, Landkreis Emmendingen) in die Elz.

## Name
Der Fluss wird bei seiner Ersterwähnung im Jahr 1111 als Wůta bezeichnet. Dieser Name bedeutete ursprünglich 'wildes, rasendes Fließgewässer', während hingegen sein aktueller Name mit 'gutes, friedliches Fließgewässer' interpretiert werden kann.

## Geographie
Die Wilde Gutach entsteht durch den Zusammenfluss von Heubach und Glaserbach in der Nähe der Hexenlochmühle bei Dreistegen. Der längere, einzugsgebietsreichere und größere rechte Quellbach Heubach entspringt südlich von Furtwangen-Neukirch am Osthang des 1141 m ü. NHN hohen Steinbergs. Heubach und Wilde Gutach fließen in generell nordwestlicher Richtung zunächst in der eng gewundenen Talschlucht von Wildgutach, dann in gestrecktem Verlauf durch die Talschaft Simonswald mit mehreren Dorfkernen (Simonswälder Tal). Die Wilde Gutach mündet bei Gutach im Breisgau von links in die hier um knapp ein Drittel kleinere Elz. Inzwischen wird der Begriff Simonswälder Tal für das Tal der Wilden Gutach insgesamt verwendet.
Das Simonswälder Tal wird traditionell dem Mittleren Schwarzwald zugerechnet, es trägt aber so deutlich Züge des Hochschwarzwaldes, dass dem inzwischen die naturräumlichen Gliederungen Rechnung tragen.

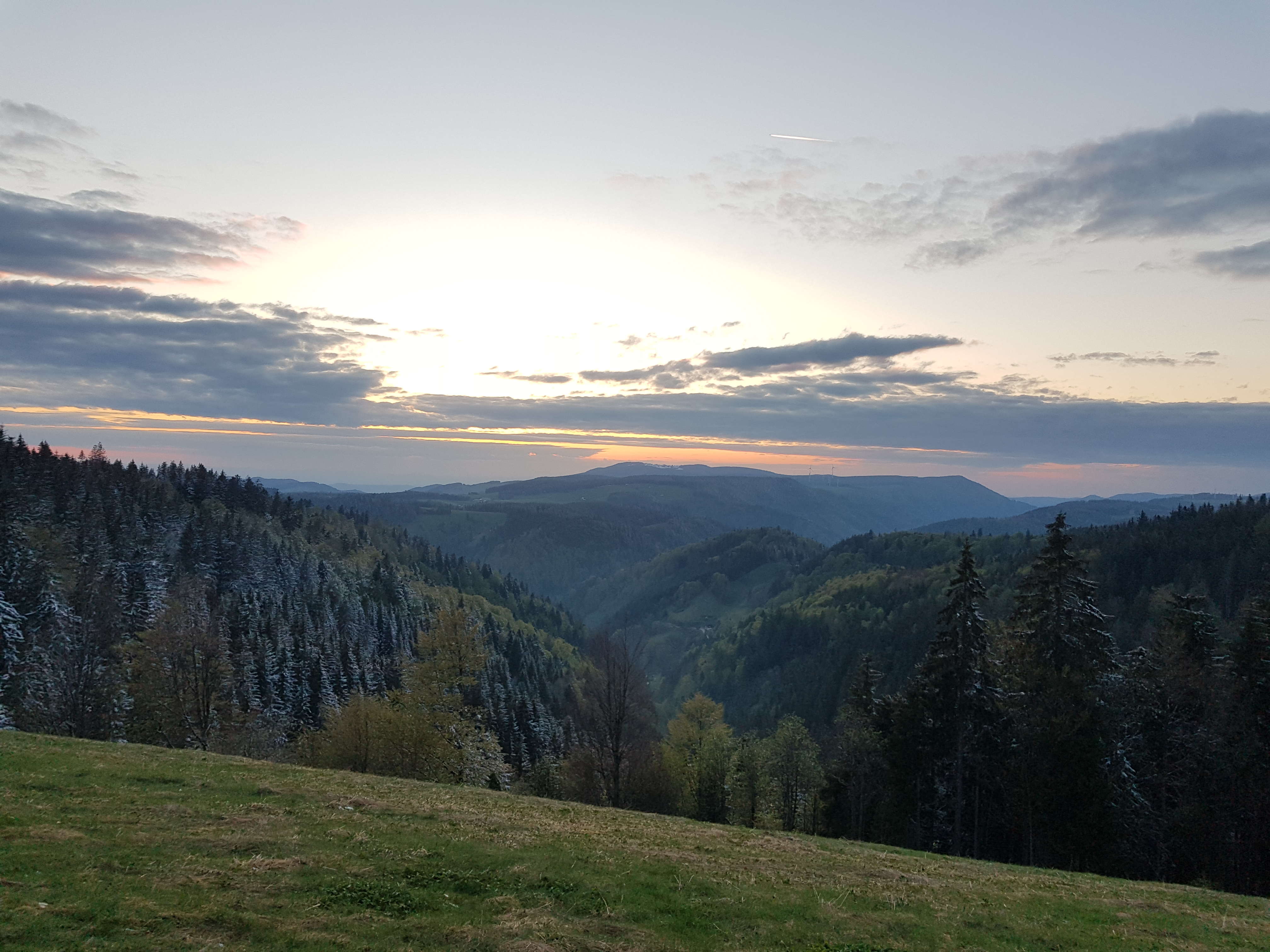
Die Tallandschaft des Oberlaufs um Wildgutach, Blick auf Kandel und Hornkopf

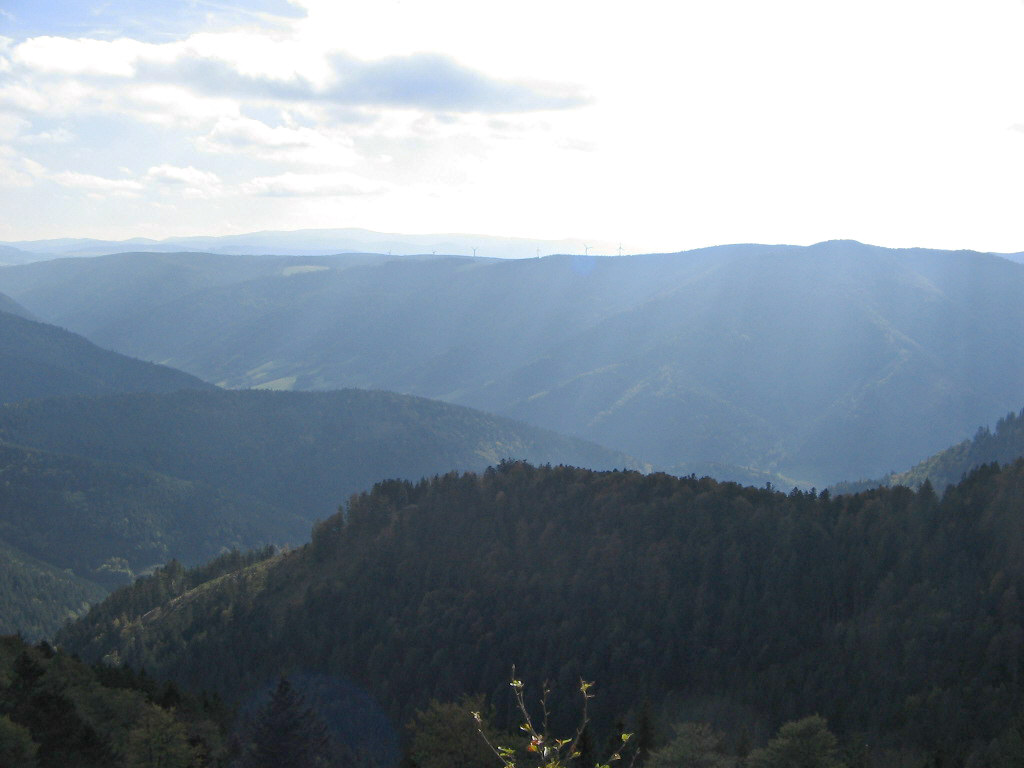
Blick südwärts über das 700 m tiefe untere Tal auf Hornkopf (rechts) und Feldberg am Horizont

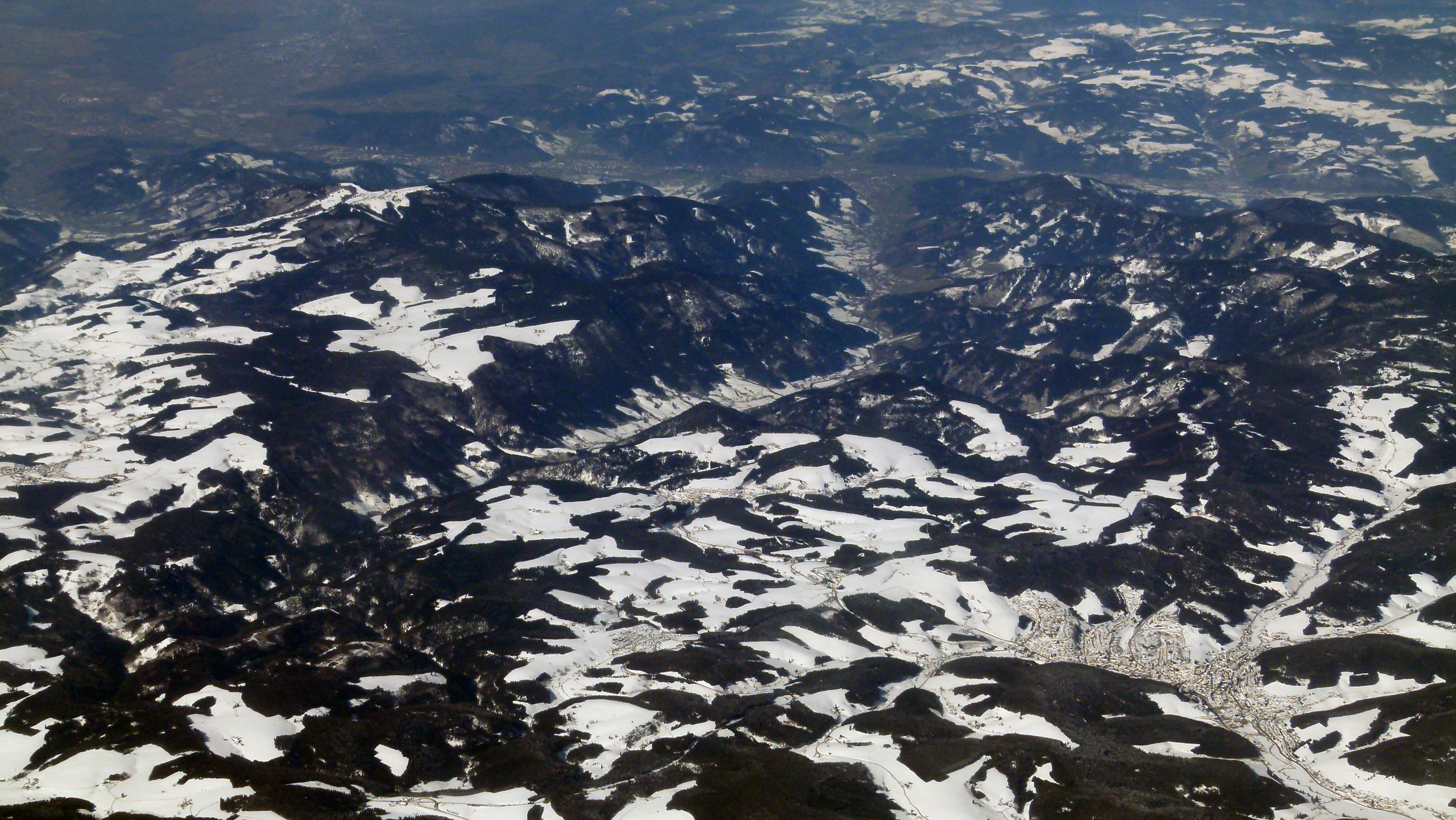
Das Tal der Wilden Gutach im Luftbild, Blick talabwärts nach Nordwesten

Typisch für das Landschaftsbild ist der ausgeprägte Gegensatz zwischen dem sogenannten danubischen (einst donaubündigen) Relief mit Plateaus und muldenförmigen, grünlandreichen Hochtälern einerseits und dem rhenanischen (rheinbündigen) Relief andererseits. Die hier scharfkantig geformte Tallandschaft mit Schluchten, Felsgraten und Wasserfällen übersteigt mit ihren den Talboden um teilweise mehr als 700 m überragenden Steilhängen die vertrauten Dimensionen deutscher Mittelgebirge.

## Geologie
Wie das Höllental ist auch das Simonswälder Tal durch die schmale und tiefe grabenartige Einsenkung Wildgutach-Graben tektonisch bedingt, und auch hier ist die Entwässerungsrichtung des oberen Tals dem generellen Südostgefälle in diesem Teil des Schwarzwaldes entgegengerichtet. So beginnt das Tal mit weichen Muldenformen, die in die immer tiefer werdenden Kerben von Wildgutach übergehen, erhält bei Obersimonswald unvermittelt ein breiteres, zunächst U-förmiges Profil und erreicht schließlich zwischen Kandel (1241 m ü. NHN) und Obereck (1178 m ü. NHN), etwa 7 km vor der Mündung ins Elztal, eine Tiefe von über 800 m. Jenseits des verwerfungsbedingt geradlinigen Elztales erstreckt sich nur noch ein wesentlich niedrigeres Bergland mit Höhenunterschieden um 300 m.
Den isolierten Buntsandstein-Rest des Steinbergs nahe der Quelle ausgenommen, ist das Tal der Wilden Gutach gekennzeichnet von Gneisen in verschiedenen Stadien der Umkristallisation und von Granitporphyren. Darauf haben sich saure Braunerden gebildet, an blockreichen Steilhängen oft auch nur Ranker.

## Vegetation
Das Vegetationsbild zeigt Bergwälder mit einer Artenzusammensetzung, die Standorten von der kollinen bis zur hochmontanen Höhenstufe entspricht. Naturnahe Fichten-Tannen-Buchen-Mischwälder sind wegen der vielen schwer zu bewirtschaftenden Steilhänge noch in größeren Anteilen als üblicherweise sonst im Schwarzwald erhalten. Auf den welligen Hochflächen dominieren Fichtenreinbestände, die jedoch langfristig in naturnähere Artzusammensetzungen überführt werden. Das Tal der Wilden Gutach weist verschiedenartige Extremstandorte auf. Daher stehen große Teile unter Naturschutz. Das Bannwaldgebiet Zweribach ist eines der ältesten Naturwaldreservate in Deutschland.

## Sehenswürdigkeiten und Bauwerke
- Hexenlochmühle mit zwei oberschlächtigen Wasserrädern im schluchtartigen Hexenloch
- Balzer Herrgott, eine in einen Baum nahezu eingewachsene steinerne Christusstatue
- Teichschlucht unterhalb von Gütenbach
- Hirschbachfälle und Zweribachwasserfälle im schroffen Zweribach-Kar (Bannwald und NSG)
- Stausee Plattensee im Hochtal Platte des Zweribachs
- Zweribachwerk, Kraftwerk oberhalb von Simonswald
- Brend-Gipfel
- Kandel-Gipfel
- Schultiskopf und Spitzer Stein (Felsgrate)
- Kostgfällschlucht mit Wasserfällen und den Gfällfelsen (Klettergebiet, NSG)
- Kapelle auf dem Hörnleberg

## Wirtschaft und Verkehr
Entlang der Wilden Gutach wurde von jeher vor allem Holz produziert und verarbeitet. Typische Schwarzwälder Höhenlandwirtschaft war auf die wenigen Hochflächen beschränkt. Die Bergbaubetriebe trugen wesentlich zum großen Holzverbrauch bei. In Simonswald wurde von 1550 bis 1682 ein Eisenwerk betrieben, in dem neben den Erzen aus dem einmündenden Griesbachtal auch Erze aus dem westlich des Kandel gelegenen Suggentals verhüttet wurden.
Durch das Simonswälder Tal verlief einer der stärker frequentierten Wege über den Schwarzwald, was auch Fuhrbetrieben, Vorspanndiensten und der Beherbergung ein Auskommen ermöglichte. Die alte Kilpensteige führte durch das schluchtartige Kilpachtal über den Sattel Alte Eck nach Villingen. Die neue, von Robert Gerwig gewagt trassierte Straße verläuft etwas südlicher über Gütenbach und das Neueck. In Gütenbach entwickelten sich Uhren- und Spielzeugherstellung sowie Maschinenbau. Simonswald ist stark fremdenverkehrsorientiert und zunehmend als Wohnort am Rande des Ballungsraumes Freiburg im Breisgau interessant.
Siehe auch: Simonswälder Tal